# Saab 99 Turbo
Saab 99 Turbo var en svensk bilmodell som tillverkades av Saab. Modellen var Saabs första med turbomotor och baserade sig på vanliga Saab 99. År 1977 togs en förserie om 100 fordon fram. Dessa testades under ett halvår och 1978-1980 var modellen i serieproduktion, även om tillverkningen fortsatte ytterligare något år för den brittiska marknaden. Bilen fanns såväl som sedanmodell som combi coupé, den sistnämnda dock endast under 1978.

## Tillverkningssiffror
- År 1977: 100
- År 1978: 6672
- År 1979: 1506
- År 1980: 1363

## Teknisk data
Teknisk data nedan avser Saab 99 Turbo, sedanmodellen, 1978.
- Luftmotstånd: Cw 0,42, frontarea 2,07.
- Motor: 4-cylindrig längsmonterad radmotor med överliggande kamaxel, 2 ventiler per cylinder. Mekanisk bränsleinsprutning, turbo, kompression 7,5:1. Borrning/Slag 90,0/78,0 mm. Volym 1,985 cc. Effekt 145hk/DIN (106 kW) vid 5 000 rpm. Max vridmoment 236 Nm vid 3 000 rpm.
- Kraftöverföring: Motorn monterad fram samt med framhjulsdrift, växellåda med fyra växlar. Utväxling: 3,89:1 i slutväxel, 32,8 km/h vid 1 000 rpm på fjärde växeln. Maxhastighet per växel vid 6 000 rpm: första växeln 58 km/h, andra växeln 95 km/h, tredje växeln 142 km/h, fjärde växeln (toppfart) 196,8 km/h.
- Hjul/däck: Fälgar 5,5 tum, däck 175/70 HR 15. Fabriksmonterade däck av märket Pirelli Cinturato CN 36 SM.
- Styrning: kuggstångsstyrning, 4,1 rattvarv mellan fulla utslag, vänddiameter 10,5 m.
- Elsystem: Generator 790 w, batteri 60 Ah.
- Bromsar: Skivbromsar fram och bak.
- Fjädring & hjulställ: Skruvfjädring fram och bak. Fram dubbla triangellänkar, bak stelaxel med fram- och bakåtriktade länkarmar samt ett panhardstag.
- Mått: Längd 4550 mm, axelavstånd 2470 mm, bredd 1690 mm, spårvidd fram 1400 mm, spårvidd bak 1420 mm.
- Vikt och last: tjänstevikt 1260 kg, maxlast 360 kg, taklast 100 kg, släpvagnsvikt 1500 kg.
- Tankrymd 55 liter.
- Bränsleförbrukning: i.u.
- Prestanda: acceleration 0–100 km/h: 9,2 sekunder, 0–160 km/h km/h: 26,2 sekunder.
- Toppfart: 196,7 Km/h.
- Pris: 63 700 sek (15 juli 1978)

Källa för prestanda: Auto, motor und sport nr 8-1979.

## Tävlingshistoria
En Saab 99 Turbo körd av Stig Blomqvist (förare) och Björn Cederberg (kartläsare) vann Svenska rallyt 1979 och blev därmed den första turboöverladdade bilen att vinna en deltävling i Rally-VM. Saab 99 Turbo kördes första gången i ett VM-rally 1978 i engelska RAC-rallyt. Saabs fabriksteam ställde upp med 2 st bilar av Combi Coupémodell  med Stig Blomqvist och Per Eklund som förare.